# Zidane, un portrait du XXIe siècle
Zidane, un portrait du XXIe siècle é um documentário que fala sobre a vida do jogador francês de futebol, Zinédine Zidane. Foi lançado em 2006, sob a codireção de Douglas Gordon e Philippe Parreno.